# 民生路 (武汉市)
民生路是湖北省武汉市江汉区的一条街道，东到沿江大道，西到中山大道，介于江汉路步行街与民权路之间，宽20余米。
民生路原名张美之巷。位于汉口镇市镇下端，东到长江边码头，西到后城。第二次鸦片战争结束后，汉口英租界在其下游不远处开辟，有前后花楼街（今黄陂街与花楼街）直通。1868年，美国圣公会差会进入湖北省，首先在张美之巷立足。
1929年到1932年，在汉口特别市市长刘文岛、吴国桢主持下，在今江汉区范围内，开辟了民生路、民权路和民族路三大工程。其中民生路即是将张美之巷打通拓宽而成，棚户区得到清理。路宽21—30米，为沥青路面。道路开辟后，迅速形成汉口繁华市中心的一部分。

## 交会道路
- 沿江大道
- 黄陂街
- 花楼街
- 统一街
- 中山大道